# Bobritzsch-Hilbersdorf
Bobritzsch-Hilbersdorf è un comune di 5 695 abitanti della Sassonia, in Germania. È stato creato dall'unione dei comuni di Bobritzsch e Hilbersdorf, ed esiste effettivamente dal 1º gennaio 2012.
Appartiene al circondario (Landkreis) della Sassonia centrale (targa FG).